# Амерички комитет пријатељских услуга
Амерички комитет пријатељских услуга (АФСЦ) је организација коју је основало Религиозно друштво пријатеља (Квекери). Залаже се за и ради на стварању услова за мир и социјалну правду у Сједињеним Државама и широм света. АФСЦ је основан 1917. године као здружени напор америчких чланова Верског друштва пријатеља да помогну цивилним жртвама Првог светског рата. Наставило је да се бави акцијама помоћи у Европи и Совјетском Савезу након примирја 1918. године. До средине 1920-их фокусирала се на побољшање расних односа у САД, као и на истраживање начина да се спречи избијање још једног сукоба пре и после Другог светског рата. Како се Хладни рат развијао, почео је да запошљава више професионалаца, а не само квекерских волонтера, током времена покушавајући да прошири своју привлачност и снажније одговори на расну неправду, женска питања и захтеве сексуалних мањина за једнаким третманом.

## Позадина
Квекери се традиционално противе насиљу у свим његовим облицима и многи одбијају да служе војни рок. Првобитна мисија АФСЦ-а настала је из потребе да се појединцима који имају приговор савести пружи конструктивна алтернатива војној служби. Године 1947. АФСЦ је добио Нобелову награду за мир заједно са сродном британским организацијом, сада под називом Quaker Peace and Social Witness у име свих квекера широм света. Иако су их основали Пријатељи, делујући појединачно, АФСЦ и Друштво пријатеља немају никакве правне везе, како је и изјавио његов дугогодишњи извршни секретар Кларенс Пикет 1945.

## Историја
У априлу 1917 — неколико дана након што су се Сједињене Државе придружиле Првом светском рату објавом рата Немачкој и њеним савезницима — група квекера састала се у Филаделфији како би разговарала о војном нацрту који је на чекању и како ће то утицати на чланове мировних цркава као што су квекери, менонити, Браћа и Амиши. Развили су идеје за алтернативну службу која би се могла обављати директно у борбеним зонама северне Француске.
Такође су развили планове за обрачун са војском Сједињених Држава, пошто је армија током претходних ратова била недоследна у поступању са појединцима који су имали приговор савести на основу религијских убеђења. Иако су правно чланови пацифистичких цркава били изузети од нацрта, појединачни државни одбори за нацрте тумачили су закон на различите начине. Један од првих задатака АФСЦ-а био је да идентификује приговораче савести, пронађе кампове у којима су се налазили, а затим их посети како би пружио духовно вођство и моралну подршку. У областима где су пацифистичке цркве биле познатије (као што је Пенсилванија), један број радних одбора био је вољан да пружи могућност алтернативног служења армији.
АФСЦ је прикупљао помоћ у виду хране, одеће и других потрепштина за расељена лица у Француској. Квекери су замољени да сакупљају стару и праве нову одећу; да узгајају воће и поврће, могу их и послати у седиште АФСЦ-а у Филаделфији. АФСЦ је затим отпремио материјале у Француску на дистрибуцију. Младићи и девојке послати на рад у Француску, радећи са британским квекерима, пружали су помоћ и медицинску негу избеглицама, поправљали и обнављали домове, помагали фармерима да поново засаде поља оштећена ратом и основали породилиште.
Након завршетка рата 1918. године, припадници АФСЦ су почели да раде у Русији, Србији и Пољској са сирочићима, гладнима и болеснима, као и у Немачкој и Аустрији, где су постављали кухиње за исхрану гладне деце. На крају је председник Херберт Хувер унајмио АФСЦ да обезбеди помоћ Немцима коју спонзоришу Сједињене Државе.
Током 1930-их и током Другог светског рата, АФСЦ је помагао избеглицама да побегну из нацистичке Немачке, помажући људима којима друге организације нису помагале, првенствено нерелигиозним Јеврејима и Јеврејима венчаним са нејеврејима. Такође су пружили помоћ деци са обе стране Шпанског грађанског рата  и избеглицама у Вишијевској Француској. Истовремено, АФСЦ је управљао са неколико кампова цивилних јавних служби за нову генерацију ЦО. Када су Американци Јапана „евакуисани“ са западне обале у унутрашње концентрационе логоре, АФСЦ је предводио напоре да помогне студентима да се пребаце у школе на средњем западу и источној обали како би избегли логор, и радио је са Американцима Јапана који су се пресељавали у неколико градова током и после рат. Након завршетка рата, радили су на помоћи и обнови у Европи, Јапану, Индији и Кини.
Године 1947. радили су на пресељавању избеглица током поделе Индије. Између 1937. и 1943. године, АФСЦ је изградио дистрикт за незапослене рударе угља у округу Фејет, Пеннсилваниа. Године 1947. АФСЦ је добио Нобелову награду за мир као признање за њихове напоре у пружању помоћи у рату. Убрзо након тога, АФСЦ је постала једна од првих невладиних организација којој је дат консултативни статус при Уједињеним нацијама. Основана је Канцеларија Уједињених нација квекера. Дана 7. децембра 1948. генерални секретар УН Тригве Ли је званично позвао АФСЦ да учествује у једногодишњем програму хитне помоћи Палестинцима изван новоосноване државе Израел. Програм је имао буџет од 32 милиона долара, од чега је 16 милиона из САД. АФСЦ је добио одговорност за појас Газе. Они који су расељени у Либан, Сирију и Јордан где су додељени ИФРЦ-у и они који су на Западној обали, као и они који су остали у Израелу, дошли су под бригу МКЦК-а. Египатска војска је у Појасу Газе успоставила 8 импровизованих избегличких кампова у којима је било најмање 200.000 људи, углавном у шаторима, 56% је дошло из округа Газе, 42% из округа Лида. Надлежност АФСЦ-а била је дистрибуција хране, јавно здравље и образовање. Имали су политику запошљавања људи из логора и имали су преко 1000 Палестинаца на платном списку. Један од првих задатака била је регистрација избеглица, коју су радила села порекла, и успостављање система рационирања и програма млека за бебе. Циљ је био да свако добије 2000 калорија дневно. Потом је уследило оснивање клиника за дистрибуцију лекова, прскање за сузбијање маларије и дистрибуцију воде. До 30. марта 1949. године створена су основна школска места за 16.000 деце. У недостатку било каквог политичког напретка у репатријацији расељених лица са којима су радили и у недостатку средстава или спремности да се посвете дугорочном програму помоћи, у априлу 1950. АФСЦ је пренео цео њихов програм на новостворену UNRWA.
Како је Хладни рат ескалирао, АФСЦ је био укључен у напоре за пружање помоћи и услуга, често подржавајући цивиле на обе стране сукоба широм света, укључујући Корејски рат, Мађарску револуцију 1956, Алжирски рат и Грађански рат у Нигери. Почевши од 1966. године, АФСЦ је развио програме за помоћ деци и обезбедио медицински материјал и вештачке удове цивилима у Северном Вијетнаму и Јужном Вијетнаму. У немогућности да добије одобрење америчког Стејт департмента за слање медицинског материјала у Северни Вијетнам, комитет је послао робу преко Канаде. АФСЦ је такође подржао саветовање за младе америчке мушкарце током сукоба.
Године 1955. комитет је објавио Speak Truth to Power: A Quaker Search for an Alternative to Violence. Са фокусом на Хладни рат, у памфлету од 71 странице се наводи да је настојало да се „практично покаже делотворност љубави у људским односима“. То је било нашироко коментарисано у штампи, и секуларној и верској, и показало се као главна писана изјава хришћанског пацифизма.
У Сједињеним Државама, АФСЦ је подржао Амерички покрет за грађанска права и права Афроамериканаца, Индијанаца, Мексичких Американаца и Американаца Азије. Од 1970-их АФСЦ је такође интензивно радио као део мировног покрета, посебно на заустављању производње и распоређивања нуклеарног оружја.

## Буџет
У фискалној 2020. години, АФСЦ је имао приход од 37,2 УСД милиона и трошкове од 33,8 УСД милиона. АФСЦ је имао нето имовину од 100,6 УСД милиона.

## Програми и пројекти
АФСЦ запошљава више од две стотине особа које ради у десетинама програма широм Сједињених Држава и ради у тринаест других земаља. АФСЦ је поделио програме организације између 8 географских региона, од којих сваки води програме који се односе на мир, права имиграната, ресторативну правду, економску правду и друге циљеве. Међународни програми АФСЦ-а често раде у сарадњи са Quaker Peace and Social Witness (раније Британским саветом за услуге пријатеља) и другим партнерима.
Организација спроводи многе програме широм света. Годишњи извештај организације за 2010. описује рад у неколико афричких земаља, Хаитију, Индонезији и Сједињеним Државама. АФСЦ је отворио путујућу уметничку изложбу под називом Виндовс & Миррорс, испитујући утицај рата у Авганистану на цивиле.

### ПројекатCost of War
Cost of War су експонати за процену трошкова у реалном времену, од којих сваки садржи бројач/процену за рат у Ираку и рат у Авганистану . Ове изложбе одржава Пројекат националних приоритета. Од 1. јуна 2010, оба рата су имала збирну процењену цену од преко 1 трилиона долара. Рат у Ираку је имао процењену цену од 725 милијарди долара, а рат у Авганистану је процењен на 276 милијарди долара коштања. Бројке су засноване на извештајима америчког Конгреса и не укључују будућу медицинску негу за војнике и ветеране рањене у рату.

#### Експонати
АФСЦ је покренуо је изложбу под називом Cost of War у мају 2007. године, са десет буџета приказаних на банерима у пуној боји величине 3к7 стопа. АФСЦ користи трошкове рата у Ираку које су процијенили економисти Линда Билмес и Џосеф Стиглиц у чланку „Економски трошкови рата у Ираку: процена три године након почетка сукоба“, написаном у јануару 2006. године, који процјењује укупне дневне трошкове рат у Ираку на 720 милиона долара. АФСЦ користи јединичне трошкове The National Priorities Project за људске потребе као што су здравствена заштита и образовање да би направио поређења буџета између америчког буџета за људске потребе и „Један дан рата у Ираку“. На десет банера је писало:
- Један дан рата у Ираку = 720 милиона долара, како бисте их потрошили?
- Један дан рата у Ираку = 84 нове основне школе
- Један дан рата у Ираку = 12.478 наставника у основним школама
- Један дан рата у Ираку = 95.364 места за децу у образовним институцијама
- Један дан рата у Ираку = 1.153.846 деце са бесплатним школским ручком
- Један дан рата у Ираку = 34.904 четворогодишње стипендије за студенте
- Један дан рата у Ираку = 163.525 људи са здравственом заштитом
- Један дан рата у Ираку = 423.529 деце са здравственом заштитом
- Један дан рата у Ираку = 6.482 породице са домовима
- Један дан рата у Ираку = 1.274.336 домова са обновљивом енергијом

Реализовано је 22 изложбе о трошковима рата по државама САД.

### Eyes Wide Openпројекат
2004. године АФСЦ је започео пројекат Еиес Виде Опен у Чикагу . Очи широм отворене је изложба о људској цени ратова у Ираку и Авганистану. На изложби су биле представљене чизме у војном низу које представљају смрт САД у Ираку и Авганистану, и ципеле које представљају ирачке и авганистанске цивиле. Излагана је у 48 држава и округу Колумбија, привлачећи националну покривеност.

### Актуелна кључна питања
АФСЦ у фокусу има неколико кључних питања:
- Унапређење миротворства
- Хумане миграцијске реакције
- Лековита, не казнена, правда
- Economic justice

## Критика
Током већег дела историје групе, амерички Федерални истражни биро и друге владине агенције пратили су рад ове и многих других сличних организација.
Од 1970-их, критике су стизале и од либерала унутар организације, који тврде да се АФСЦ удаљио од својих квекерских корена и постао неразлучив од других интересних група. Квекери су изразили забринутост због тога што је АФСЦ укинуо њихове омладинске радне кампове током 1960-их и што су неки видели као пад учешћа квекера у организацији.
У јуну 1979, насловни чланак у The New Republic напао је АФСЦ због напуштања традиције пацифизма. Критике су постале истакнуте након скупа Генералне конференције пријатеља у Ричмонду, Индијана, у лето 1979. када су се многи Пријатељи удружили са истакнутим лидерима, као што је Кенет Болдинг, да би позвали на чвршћу оријентацију квекера према јавним питањима. Након састанка ФГЦ-а, писмо у којем се наводе тачке критике потписало је 130 чланова и послато Управном одбору АФСЦ-а. Године 1988, књига конзервативног научника Гуентер Левија Мир и револуција поновила је оптужбе да је АФСЦ напустио пацифизам и религију. Као одговор на Левијеву књигу, Чак Фејгер је објавио Quaker Service at the Crossroads  1988.
Године 2010, Фејгер је описао да је АФСЦ „разведен“ од живота квекера као верске заједнице због „све израженијег скретања ка левичарском секуларизму“ од 1970-их. Саопштено је да је Комитет 1975. године усвојио "званичну одлуку да Блиски исток постане главно питање".
Неке присталице политике израелске владе оптужиле су АФСЦ да има антијеврејску пристрасности. Појединци су тврдили да је комитет „најмилитантнија и најагресивнија од хришћанских антиизраелских група“.
Став АФСЦ-а на својој веб страници је да „подржава употребу кампања бојкота и дезинвестирања које циљају само на компаније које подржавају окупацију, насеља, милитаризам или било које друго кршење међународног хуманитарног права или закона о људским правима. Наш став не позива на потпуни бојкот Израела нити компанија јер су или Израелци или послују у Израелу. Наше акције се такође никада не фокусирају на појединце.“